# Luxis
Luxis（ラクシス）は、日本の歌手グループ。
2008年結成、2011年解散。

## 概説
元・O'sの小田聡美を中心に、新たに夏瀬ひとみ・松下アドの2人のボーカリストを加え結成された歌手グループである。それぞれがソロからコーラスまで務め、コーラスユニットの面も持つ。
2008年5月にエイベックスJ-moreレーベルより「女神のほほえみ/DOWN TOWN」でデビュー。2009年2月には、2ndシングル「たちどまればいいさ」をリリースしている。
Luxis（ラクシス）は、「LUXURY　SISTERS」の略の造語である。プロデューサーには、作曲家に鈴木淳と俳優・松平健という大物2名が起用され、松平健が自身初の音楽プロデュースをしたユニットとして注目を集めた。

また、「女神のほほえみ/DOWN TOWN」のプロモーションビデオには松平健が自ら出演し、松平健のシングル「星空のハネムーン」のプロモーションビデオにはLuxisが出演して話題となった。
3人共に身長170cm以上のスタイルの良さと、美人揃いのユニットとしても注目されている。
2010年3月にリーダーの小田聡美が脱退。新たに夏瀬ひとみをリーダーとして「ひとみ＆アドfrom　Luxis」として活動を継続したが、2011年3月に解散。以降は2人ともソロ活動を行っている。

## メンバー

### 夏瀬ひとみ（リーダー）
- 1982年10月13日、千葉県出身[3]。
- 血液型O型、身長170cm、靴のサイズ24.5cm。
- バスケットボール専門学校全国選抜大会MVP（東京都選抜）
- ネイル資格1級免許・スノーボード検定資格を保有。
- 前職は大手アパレル商社に勤務、レディースブランドの店長を務めていた。
- フジテレビ系ドラマ　検事・霞夕子SP『豪華客船殺人クルージング』（2007年10月 OA）出演
- 東映映画『フライング☆ラビッツ』（2008年9月公開）出演
- Luxis解散後は、本名の宮崎ひとみでソロ活動に入る。

### 松下アド
- 1979年11月24日生、北海道出身[4]。
- 血液型O型、身長172cm、靴のサイズ24cm。
- 保育士免許・幼稚園教諭2級免許を保有。
- 小・中学生時代をドイツ・デュッセルドルフにて過ごす。
- 前職は保育士をしていた。
- ファッション・ショー『BMWS@CAMELLOT』『渋谷コレクション』『代官山コレクション』『Jess eye』（ブランド）『Listy』（ブランド）出演
- カタログ『Rise b』出演
- 下川みくには、同じ高校の同じ女子寮仲間だった時からの友人[5]。

## 元メンバー

### 小田聡美（元リーダー）
- 1980年10月31日生、長崎県福江市（現在は五島市）出身。
- 血液型O型、身長175cm、靴のサイズ24.5cm。
- 走り高跳びジュニアオリンピック3位。
- 実妹は小田都弥可（おだ つみか）。
- Ｏ'sとして、シングル3枚、アルバム2枚をリリース。
- 1stシングル「あなたとならば」では、
  - 2005年度「第47回　輝く！日本レコード大賞」新人賞
  - 2005年度「発表!!第38回日本有線大賞」新人賞
  - 2005年度「ベストヒット歌謡祭2005」新人賞
  - 2005年度「第38回　日本作詩大賞」入選

等の数々の受賞歴がある。
- 長崎県五島市親善大使を務める。
- 2003年度ミス・ユニバース・ジャパンファイナリスト。
- 2010年3月、本人の申出によりLuxisを脱退、以後ソロとして活動を続ける。

## シングル
- 女神のほほえみ/DOWN TOWN（2008年5月21日）- テレビ東京「音流」エンディングテーマ、フジテレビ「バニラ気分」テーマソング　
  - CW：「あなたとならば」- テレビ東京系「主治医が見つかる診療所」エンディングテーマ
- たちどまればいいさ（2009年2月11日）- テレビ東京系「ミューズの晩餐」エンディングテーマ、日本テレビ「ポシュレデパート深夜店」テーマソング
  - CW：「みんな愛をさがしてる」- テレビ東京「モヤモヤさまぁ～ず2」エンディングテーマ
  - 2009年｢第42回 日本作詩大賞」入選

## 出演番組

### テレビ
- NHK歌謡コンサート（NHK）[6]
- にっぽんの歌　ふるさとの歌コンサート（NHK）
- バニラ気分!マツケン・今ちゃん・オセロのGO!GO!サタ（フジテレビ）系
- Go on→（KBS京都テレビ）
- ソロモン流（テレビ東京）系
- 音流（テレビ東京）
- 歌謡リクエスト（テレビ東京）
- ミューズの晩餐（テレビ東京）系
- 洋子の演歌一直線（テレビ東京）
- Luxis.TV（インターネットTV）
- HimenoのFairy Time(インターネットTV）
- できたてGopan（テレビ長崎）
- 林あさ美の歌謡音楽館（テレビ埼玉）
- ときめき歌謡曲（テレビ埼玉）
- ナニコレ珍百景（テレビ朝日）珍百景NO.260
- 勝太と夏美の歌の彩り（テレビ埼玉）
- 夏美と侑希のこちら最新歌謡曲（テレビ埼玉）
- 魅惑のスタンダード・ポップス（NHK-BS2）

### ラジオ
- Rioの伝説の空き地（東海ラジオ）
- WEEK-END PARTY〜forever young〜（エフエムナックファイブ）
- 満腹ワイド ラジDONぶり（長崎放送）
- 走れ!歌謡曲（文化放送）
- サタデーホットリクエスト（NHK-FM）
- ありがとう浜村淳です（毎日放送）
- 日曜バラエティー（NHK第1）
- ホリデースペシャル（NHK第1）

## CM出演
- サントリー「冬道楽」
- ディノスショッピングジャーナル「通販DJ」（使用楽曲「たちどまればいいさ」）